# Cieplice (Subkarpaten)
Cieplice is een dorp in het Poolse woiwodschap Subkarpaten, in het district Przeworski. De plaats maakt deel uit van de gemeente Adamówka en telt 740 inwoners.